# 刺心
《插心之刀》（法語：Un couteau dans le cœur）是一部於2018年上映，並由法國及墨西哥聯合製作的同性愛情犯罪懸疑驚悚片。由楊·岡薩雷茲執導，主演包括凡妮莎·帕拉迪絲、凱特·莫蘭及尼可拉斯·莫瑞，由法國知名電子樂隊M83樂隊親自配樂。故事講述一名女同性戀的同志片製片欲挽回愛人，卻使兩人墮入同志片演員的連環謀殺案中，無法自拔。
本片入圍第71屆坎城影展官方競賽單元。本片於2018年5月17日於坎城影展上首映。

## 外部連結
- 互联网电影数据库（IMDb）上《刺心》的资料（英文）
- 豆瓣电影上《刺心》的資料 （简体中文）